# Leteu (Creta)
|  | Per a altres significats, vegeu «Riu Leteu». |

Leteu (en grec antic Ληθαῖος) és l'antic nom d'un riu important de Creta, que corria per la plana de Gortina. Estrabó el menciona dues vegades, i una altra Gai Juli Solí. En parla també Claudi Ptolemeu.
Podria correspondre al riu actualment conegut com a Malogniti.